# Kei-Car
Kei-Car (japansk: 軽自動車, keijidōsha, dansk: "let bil") er en japansk betegnelse for små mikrobiler. Kei-Cars står for omkring en tredjedel af det samlede nybilssalg i Japan. For at en bilmodel kan tilhøre Kei-Car klassen, må den maksimalt være 3,39 meter lang og 1,475 meter bred, og motorens slagvolume må maksimalt være 660 cm³. Privat registrerede Kei-Cars har en gul nummerplade med sort skrift, mens kommercielt registrerede køretøjer har en sort nummerplade med gul skrift. Denne indregistrering giver et afgiftsnedslag samt en fritagelse for parkeringstilladelse. På trods af de lave ydermål findes Kei-Cars i flere forskellige karrosseriformer, lige fra mikrobil over mini-MPV til offroader.
Da normen frem til 1990 udelukkende var baseret på fysiske parametre (ydermål og slagvolume), findes der i Japan rigtig mange modeller af den type, som er meget sjældne i andre lande. Samtidig omfatter udstyret ting, som man normalt ikke forventer i en mikrobil. Dermed sælges den i Japan under navnet Mira solgte Daihatsu Cuore med bl.a. firehjulstræk, afstandsradar, ESP, dvd-navigation, xenonforlygter og flere airbags. Der findes også turboladede små motorer med slagvolume under grænsen. Suzuki Twin var i årene 2003 til 2005 den første Kei-Car med hybriddrift.
Af Kei-Cars, som også har været markedsført i Danmark, kan bl.a. nævnes Daihatsu Cuore og Suzuki Wagon R+. Dog benyttes i Europa ikke de for Kei-Cars typiske 660 cm³-motorer, men derimod større og kraftigere motorer.

## Krav til Kei-Cars
I årenes løb er grænserne for Kei-Cars blevet øget lidt efter lidt, indtil de i dag er oppe på de for en mikrobil typiske mål på 1,48 × 3,4 meter.
| Dato            | Maksimal længde (m) | Maksimal bredde (m) | Maksimal højde (m) | Maksimalt slagvolume (cm³) | Maksimalt slagvolume (cm³) | Maksimal effekt |
| Dato            | Maksimal længde (m) | Maksimal bredde (m) | Maksimal højde (m) | Firetakt                   | Totakt                     | Maksimal effekt |
| --------------- | ------------------- | ------------------- | ------------------ | -------------------------- | -------------------------- | --------------- |
| 8. juli 1949    | 2,8                 | 1                   | 2                  | 150                        | 100                        | ingen grænse    |
| 26. juli 1950   | 3                   | 1,3                 | 2                  | 300                        | 200                        | ingen grænse    |
| 16. august 1951 | 3                   | 1,3                 | 2                  | 360                        | 240                        | ingen grænse    |
| 4. april 1955   | 3                   | 1,3                 | 2                  | 360                        | 360                        | ingen grænse    |
| 1. januar 1976  | 3,2                 | 1,4                 | 2                  | 550                        | 550                        | ingen grænse    |
| Marts 1990      | 3,3                 | 1,4                 | 2                  | 660                        | 660                        | 64 hk (47 kW)   |
| 1. oktober 1998 | 3,4                 | 1,48                | 2                  | 660                        | 660                        | 64 hk (47 kW)   |

## Galleri
- Suzuki Suzulight (1955)
- Subaru 360 (1958)
- Daihatsu Midget MP (1959)
- Mazda R360 (1960)
- Mitsubishi Minica (1962)
- Honda N360 (1967)
- Daihatsu Copen
- Daihatsu Tanto
- Daihatsu Move-Custom
- Suzuki Alto
- Suzuki Wagon-R Stingray
- Suzuki Jimny
- Mitsubishi i
- Mitsubishi Pajero Mini
- Subaru R1
- Subaru Sambar Dias
- Honda Zest Spark
- Honda Life Pastel